# Michele Weissenhofer
Michele Lynn Weissenhofer (* 18. August 1987 in Naperville, Illinois) ist eine US-amerikanische Fußballspielerin, die zuletzt im Jahr 2014 bei den Chicago Red Stars in der National Women’s Soccer League auflief.

## Karriere
Weissenhofer begann ihre Profikarriere Anfang 2010 beim WPS-Teilnehmer Chicago Red Stars. Im Sommer wechselte sie zum Bundesligisten SG Essen-Schönebeck, für den sie in 20 Einsätzen zwei Treffer erzielte. Zur Saison 2011 kehrte Weissenhofer zur Franchise der Red Stars zurück, der sie auch nach der Auflösung der WPS vor der Saison 2012 treu blieb.
Sie wurde im Februar 2013 beim sogenannten Supplemental Draft zur neugegründeten NWSL in der dritten Runde an Position 24 vom Portland Thorns FC verpflichtet, jedoch noch vor Saisonbeginn wieder freigestellt. Im Lauf der darauffolgenden Spielzeit kehrte Weissenhofer abermals nach Chicago zurück und absolvierte bis zu ihrem Vertragsende ein Ligaspiel.